# France-Guyane
France-Guyane est un journal régional français dont le siège se trouve à Cayenne, en Guyane.

## Historique

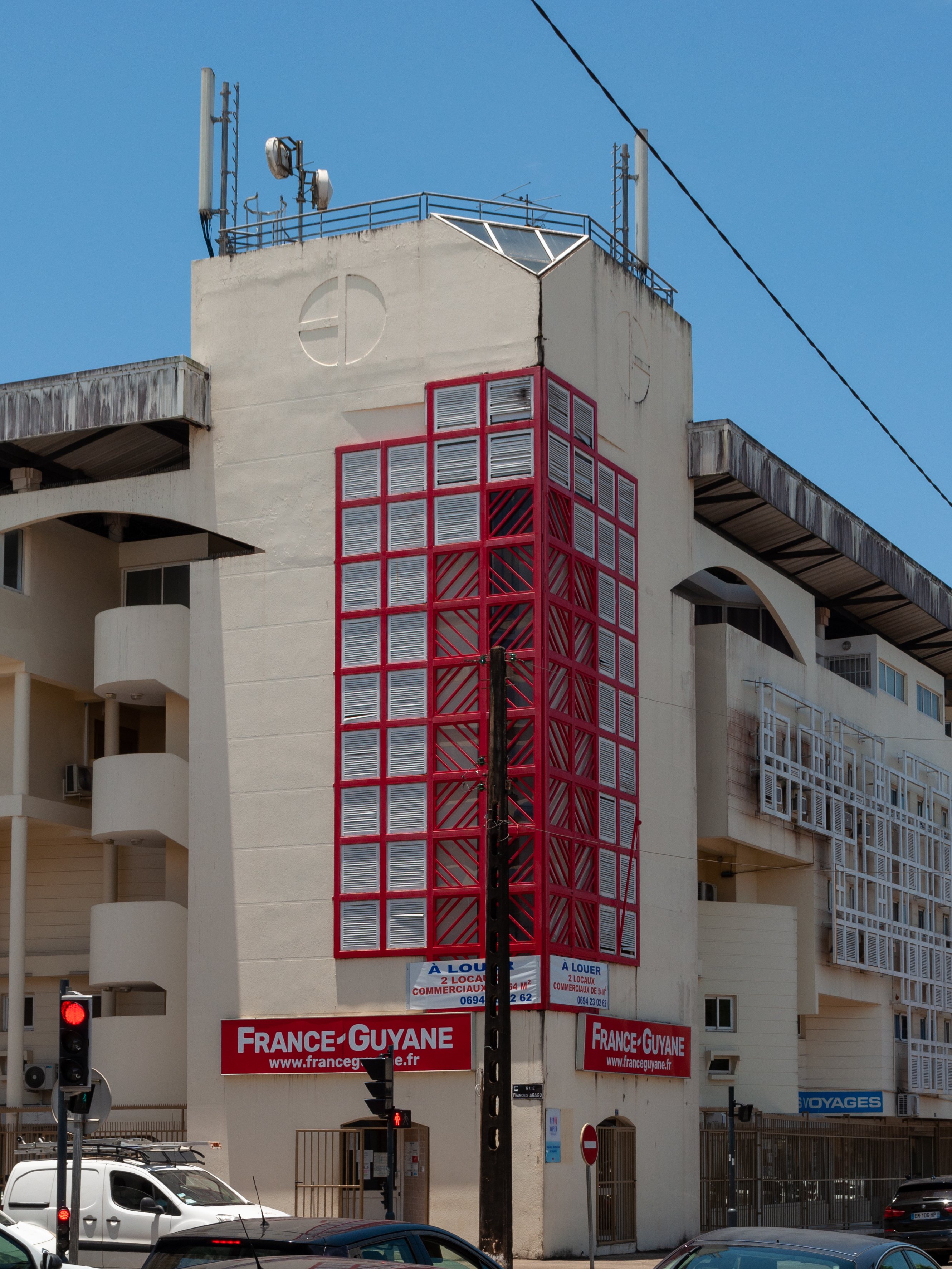
Siège de France-Guyane dans le centre-ville de Cayenne.

Fondé en 1973, il est édité par le groupe France-Antilles.
Le journal en version presse écrite est placé en liquidation judiciaire à effet immédiat sans poursuite d'activité le 30 janvier 2020,. Cependant, la version en ligne est maintenue.
Lors du mouvement social de 2017 en Guyane, la ligne éditoriale de France-Guyane est plutôt critique des manifestants, et tend à accorder la priorité aux intérêts économiques des entreprises sises sur le territoire.
Le 3 février 2023, le titre est de retour dans les kiosques en tant qu'hebdomadaire. Cette édition papier comporte 32 pages 100% couleur